# Eaglenest Range
Eaglenest Range är ett bergsmassiv i Kanada.   Det ligger i provinsen British Columbia, i den centrala delen av landet, 3 800 km väster om huvudstaden Ottawa. Toppen på Eaglenest Range är 2 279 meter över havet, eller 367 meter över den omgivande terrängen. Bredden vid basen är 4,6 km.
Terrängen runt Eaglenest Range är huvudsakligen kuperad. Trakten runt Eaglenest Range är nära nog obefolkad, med mindre än två invånare per kvadratkilometer.. Det finns inga samhällen i närheten.
Omgivningarna runt Eaglenest Range är i huvudsak ett öppet busklandskap.